# Tillandsia subconcolor
Tillandsia subconcolor là một loài thực vật có hoa trong họ Bromeliaceae. Loài này được L.B.Sm. miêu tả khoa học đầu tiên năm 1970.